# Qalandariyya

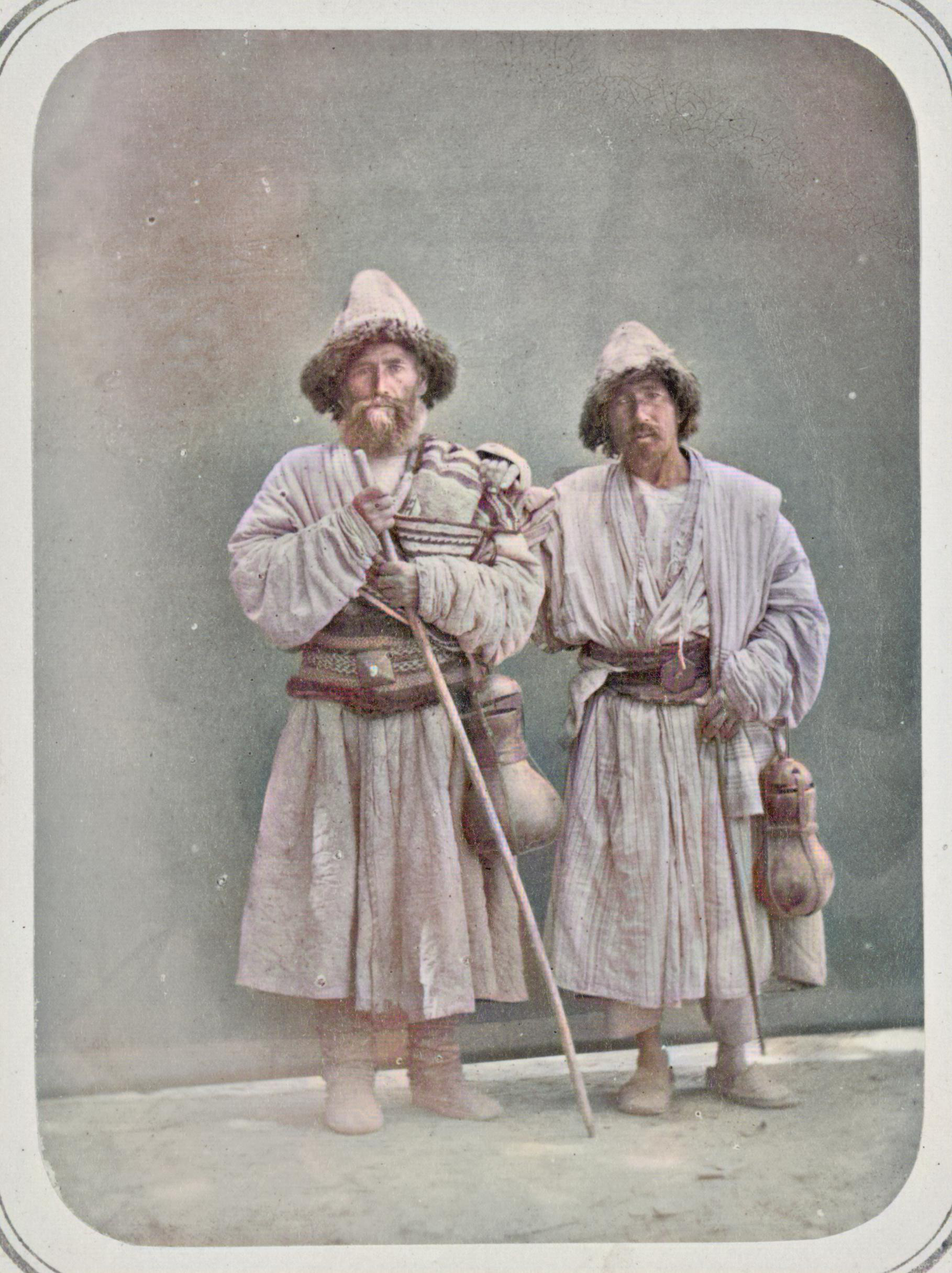
Qalandars au Turkestan entre 1865 et 1872.

Le Qalandariyyah (en persan : قلندریه, ourdou : قلندریہ, hindi : क़लन्दरिय्या, bengali : ক়লন্দরিয়্য়া), est un courant du soufisme. Les personnes faisant partie de cette branche du soufisme sont principalement des derviches soufis. La particularité des Qalandarī — ou Qalandars, ou encore Qalanders — est un mode de vie prônant l'ascèse, voire la provocation mais surtout une extrême liberté pouvant aller jusqu'à la débauche. Apparus au XIe siècle, des Qalandars se sont succédé particulièrement dans les pays du Grand Khorassan ainsi que du sous-continent indien.

## Histoire
Apparu en reprenant les concepts des malamatī et en reprenant des concepts de l'hindouisme, les Qalandars ont toujours formé une communauté éparse et très peu organisée. En effet, le courant est connu pour être une forme d'antinomie du soufisme en contestant les formes de hiérarchie dans l'islam. L'origine du mot Qalandar est inconnue mais le courant est apparu en Asie mineure au cours du XIe siècle avec pour premier représentant notable Baba Taher dont le surnom "le nu" montre la caractéristique majeure du mode de vie Qalandarī. Selon les dires même de Taher, la sourate Ad-Dhuha du Coran peut être à l'origine de ce choix d'errance et de pauvreté menée à l'extrême.
Je suis ce paria (rind) qu'on appelle qalandar, rien ne m'appartient, et je n'ai ni toit ni foyer ; le jour, je vagabonde de par le monde, et la nuit, j'ai une brique pour oreiller — Baba Taher
Au XIIe siècle, la vallée du Sind connaît un des principaux émissaires du soufisme et des Qalandars. Il s'agit de La'l Shahbaz Qalandar, né en Afghanistan, ce dernier traverse toute sa vie les pays de l'Asie mineure à la recherche de Dieu à travers des excès et des provocations fréquentes. Il est aujourd'hui vénéré par des croyants de toutes religions dans son sanctuaire de Sehwan. Dans la même période, Jamâl al-Din Sâvi relaie le Qalandariyyah en Égypte et en Syrie. Au XIVe siècle les Qalandars sont vus comme d'authentiques ascètes par le poète Hafez. L'extension des empires successifs (tels que les safavides, moghols ou ottomans) et les vagues d'expansion et de conquête (comme les mongols dans la vallée de le l'Indus) permettent une large diffusion des Qalandars dans le monde. Ces interactions entraînent ces derniers à créer des alliances avec d'autres courants comme le prouve le Chishtiyya-Qalandariyyah,.
Au XVIIe et XVIIIe siècles, le mouvement Qalandar vit une expansion majeure avec notamment trois personnages qui marquent et affirment le Qalandariyyah dans l'époque moderne. Il s'agit de Mashrab (1640-1711), Zalīlī (1676-1753) et Nidā’ī (1688-1760),. Très peu de recherches sont faites sur ce courant, de même, les écrits qui nous parviennent aujourd'hui sur leurs pratiques sont issus des adversaires des qalandars, ce qui explique la faiblesse de la littérature concernant les personnages majeurs. Le spécialiste de l'Iran Fritz Meier invoque le terme de pir (« maître ») en ce qui concerne Bâbâ Tâher, ce qui signifie que les qalandars peuvent avoir une relation d'élèves et maîtres, ce qui est faux en l'occurrence.

## Dans la religion
Le Qalandariyyah est critiqué par les branches de l'islam en raison du comportement des qalandarī qui ne respectent pas la charia et consomment de l'alcool et de l'opium. De même, les qalandars sont vus comme des entités antéislamisques voire organisées par des religions tierces pour désorganiser l'Islam. Les qalandars sont fréquemment assimilés aux malamati mais contrairement à ces derniers, ils ne se cachent pas parmi la population et cherchent à se faire voir.
Le qalandar rejette toute relation avec le pouvoir politique et religieux, il ne répond à aucun maître spirituel et aucun cheikh.

## Littérature
Au XIIIe siècle, le poète Saadi raille les excès des Qalandars qu'il présente comme de faux dévots,. C'est au XIVe siècle qu'ils sont mis à l'honneur dans les ghazals du poète iranien Hafez. Ils apparaissent ainsi comme des personnages libertins, errants et consommateurs d'opium et d'alcool. Ils sont également présents dans certaines Mille et une nuits,.